# Joaquín Sosa
Joaquín Sosa, né le 10 janvier 2002 à Fray Bentos en Uruguay, est un footballeur uruguayen qui évolue au poste de défenseur central à l'Independiente Santa Fe, en prêt de Bologne FC.

## Biographie

### En club
Né à Fray Bentos en Uruguay, Joaquín Sosa est formé par le Club Nacional. Il joue son premier match en professionnel le 7 avril 2021, lors d'une rencontre face au CA Rentistas. Il entre en jeu à la place de Agustín Oliveros et s'illustre en délivrant une passe décisive pour Gonzalo Bergessio sur le but vainqueur de son équipe (0-1 score final). Quatre jours plus tard, Sosa est prêté à ce même club du CA Rentistas pour une saison. Il inscrit son premier but en professionnel avec le CA Rentsitas, le 22 mai 2021, contre le CA Boston River. Titulaire, il ouvre le score et contribue à la victoire des siens (1-2).
Le 31 janvier 2022, Sosa est de nouveau prêté, cette fois au Liverpool Fútbol Club.
Le 17 août 2022, Joaquín Sosa rejoint l'Italie afin de s'engager en faveur du Bologne FC. Il est le vingt-quatrième joueur uruguayen de l'histoire du club.
Le 15 janvier 2024, Joaquín Sosa est prêté par Bologne au CF Montréal pour une saison de MLS, donc jusqu'à la fin de l'année.
Blessé au mollet durant un match de préparation, les débuts de Sosa sont compliqués mais il revient de sa blessure et parvient ensuite à jouer régulièrement avec l'équipe.
Le 10 janvier 2025, Sosa est de nouveau prêté, cette fois-ci à l'AC Reggiana jusqu'à la fin de la saison.

### En sélection
Joaquín Sosa représente notamment l'équipe d'Uruguay des moins de 17 ans. Avec cette sélection il participe au Championnat de la CONMEBOL des moins de 17 ans en 2019. Lors de ce tournoi organisé au Pérou, il joue sept matchs dont six comme titulaire.